# 군자역
군자(능동)역(Gunja(Neungdong)Station, 君子(陵洞)驛)은 서울특별시 광진구 천호대로에 있는 수도권 전철 5호선과 서울 지하철 7호선의 환승역이다. 역명은 7호선 군자역을 기준으로 서쪽은 군자동, 동쪽은 능동이어서 두 명칭이 함께 붙은 것이다. 수도권 전철 5호선은 심야에 2편성이 주박한다. 수도권 전철 5호선은 군자교 하저터널로 장한평역과 연결된다.

## 역사
- 1995년 11월 15일 : 서울 지하철 5호선 왕십리역~상일동역 개통과 함께 영업 개시
- 1996년 10월 11일 : 서울 지하철 7호선 장암역~건대입구역 개통과 함께 환승역이 됨
- 2014년 6월 30일 : 4번 출구 에스컬레이터 개통

## 역 구조
5호선에서 7호선으로의 환승은 장암 방면은 아차산 방면 끝에 있는 내림 계단을, 석남 방면은 장한평 방면 끝에 있는 내림 계단을 이용한다. 5호선에서 7호선으로의 환승 방향이 구별되어 있으므로 갈아탈 때 주의하여야 한다.
7호선에서 5호선으로의 환승은 승강장 중앙에 있는 환승 통로를 이용한다. 5호선과 7호선의 유일한 환승역으로, 십자 모양으로 되어 있으며, 5호선이 위에 7호선이 아래에 있다.

### 승강장
5호선은 1면 2선의 섬식 승강장이고, 7호선은 2면 2선의 상대식 승강장이다. 출구는 8개가 있다. 두 노선 모두 스크린도어가 설치되어 있다. 5호선 스크린도어의 경우, 노후화로 인하여 2019년 1월에 방화 방면 승강장이 먼저 교체되었으며, 하남검단산/마천 방면 승강장 역시 2019년 4월에 교체가 완료되었다.
- 5호선 승강장

| 장한평 ↑ |
| 하 상 \| |
| ↓ 아차산 |

- 7호선 승강장

| 중곡 ↑         |
| \| 상          |
| ↓ 어린이대공원 |

| 5호선 승강장 |                     |                                                        |
| 상행         | ● 수도권 전철 5호선 | 왕십리 · 청구 · 광화문 · 여의도 · 김포공항 · 방화 방면 |
| 하행         | ● 수도권 전철 5호선 | 광나루 · 천호 · 강동 · 하남검단산 · 마천 방면          |
| 7호선 승강장 |                     |                                                        |
| 상행         | ● 서울 지하철 7호선 | 상봉 · 태릉입구 · 노원 · 도봉산 · 장암 방면            |
| 하행         | ● 서울 지하철 7호선 | 건대입구 · 강남구청 · 논현 · 온수 · 석남 방면          |

## 역 주변
- 장안동
- 중곡동
- 용마사거리
- 중곡동우체국
- 국립서울병원
- 능동
- 천호대교
- 세종대학교 부설 세종초등학교
- 세종대학교
- 세종사이버대학교
- 군자동
- 군자차량사업소[2]

## 이용객 변동
| 노선  | 노선   | 일평균 인원수 (명/일) | 일평균 인원수 (명/일) | 일평균 인원수 (명/일) | 일평균 인원수 (명/일) | 일평균 인원수 (명/일) | 일평균 인원수 (명/일) | 일평균 인원수 (명/일) | 일평균 인원수 (명/일) | 일평균 인원수 (명/일) | 일평균 인원수 (명/일) | 각주  |
| 노선  | 노선   | 2000년                | 2001년                | 2002년                | 2003년                | 2004년                | 2005년                | 2006년                | 2007년                | 2008년                | 2009년                | 각주  |
| ----- | ------ | --------------------- | --------------------- | --------------------- | --------------------- | --------------------- | --------------------- | --------------------- | --------------------- | --------------------- | --------------------- | ----- |
| 5호선 | 승차   | 11,689                | 11,520                | 11,863                | 12,441                | 12,494                | 12,207                | 12,001                | 11,684                | 11,498                | 11,503                | [ 3 ] |
| 5호선 | 하차   | 10,781                | 10,760                | 11,284                | 11,921                | 11,938                | 11,880                | 11,570                | 11,198                | 11,098                | 11,353                | [ 3 ] |
| 5호선 | 승하차 | 22,471                | 22,281                | 23,147                | 24,362                | 24,432                | 24,087                | 23,571                | 22,882                | 22,596                | 22,857                | [ 3 ] |
| 7호선 | 승차   | 6,994                 | 10,118                | 10,986                | 11,360                | 11,582                | 11,720                | 11,736                | 11,970                | 12,056                | 12,112                | [ 3 ] |
| 7호선 | 하차   | 5,944                 | 8,211                 | 8,778                 | 8,918                 | 8,878                 | 9,145                 | 9,132                 | 9,154                 | 9,205                 | 9,437                 | [ 3 ] |
| 7호선 | 승하차 | 12,938                | 18,329                | 19,763                | 20,278                | 20,460                | 20,865                | 20,868                | 21,124                | 21,261                | 21,549                | [ 3 ] |
| 노선  | 노선   | 2010년                | 2011년                | 2012년                | 2013년                | 2014년                | 2015년                | 2016년                | 2017년                |                       |                       | [ 3 ] |
| 5호선 | 승차   | 11,061                | 10,438                | 10,506                | 10,564                | 10,699                | 10,949                | 11,061                | 11,127                |                       |                       | [ 3 ] |
| 5호선 | 하차   | 11,126                | 11,138                | 11,337                | 11,568                | 11,818                | 12,023                | 12,523                | 13,883                |                       |                       | [ 3 ] |
| 5호선 | 승하차 | 22,187                | 21,577                | 21,843                | 22,132                | 22,517                | 22,972                | 23,584                | 25,010                |                       |                       | [ 3 ] |
| 7호선 | 승차   | 13,106                | 14,603                | 14,969                | 15,309                | 15,299                | 15,121                | 15,055                | 14,547                |                       |                       | [ 3 ] |
| 7호선 | 하차   | 10,371                | 10,996                | 11,216                | 11,390                | 11,420                | 11,327                | 10,831                | 9,004                 |                       |                       | [ 3 ] |
| 7호선 | 승하차 | 23,478                | 25,599                | 26,185                | 26,699                | 26,719                | 26,448                | 25,886                | 23,551                |                       |                       | [ 3 ] |

## 사진

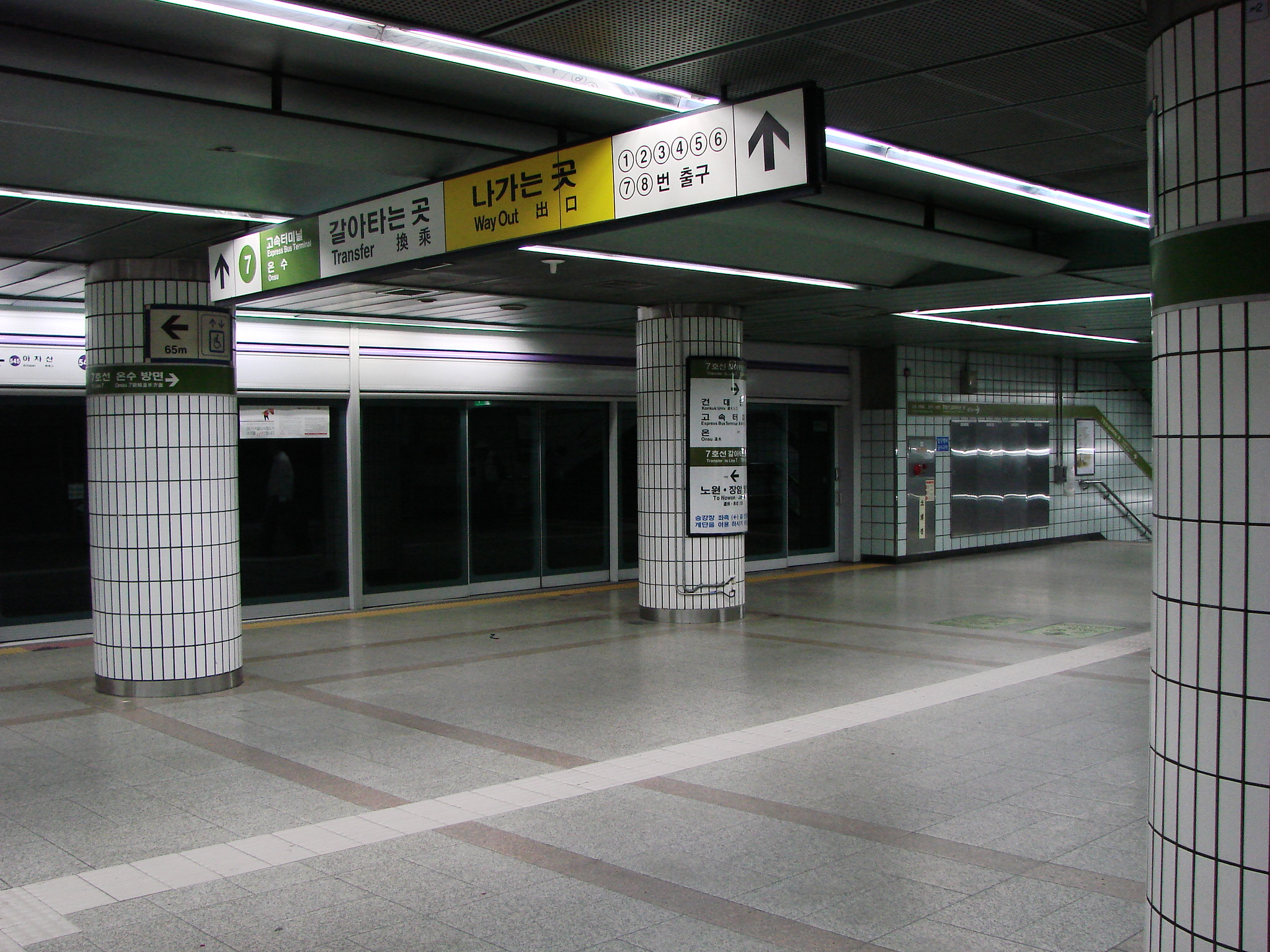
5호선 측 환승 통로 입구 (7호선 연장 개통 전, 스크린도어 교체 전).
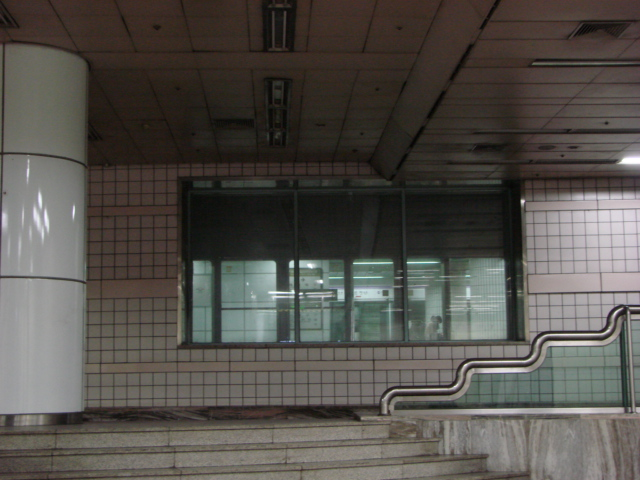
7호선 승강장으로 가는 계단에서 5호선 승강장을 촬영한 사진.
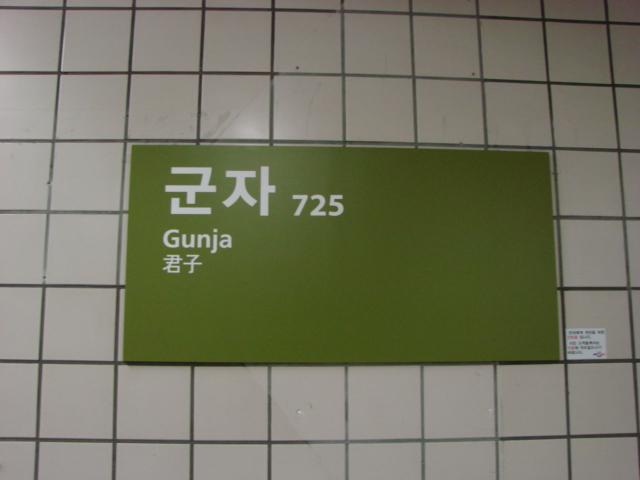
서울특별시 디자인 개선 시범역사 역명판. 장암 방면 맨 뒤에 있다.
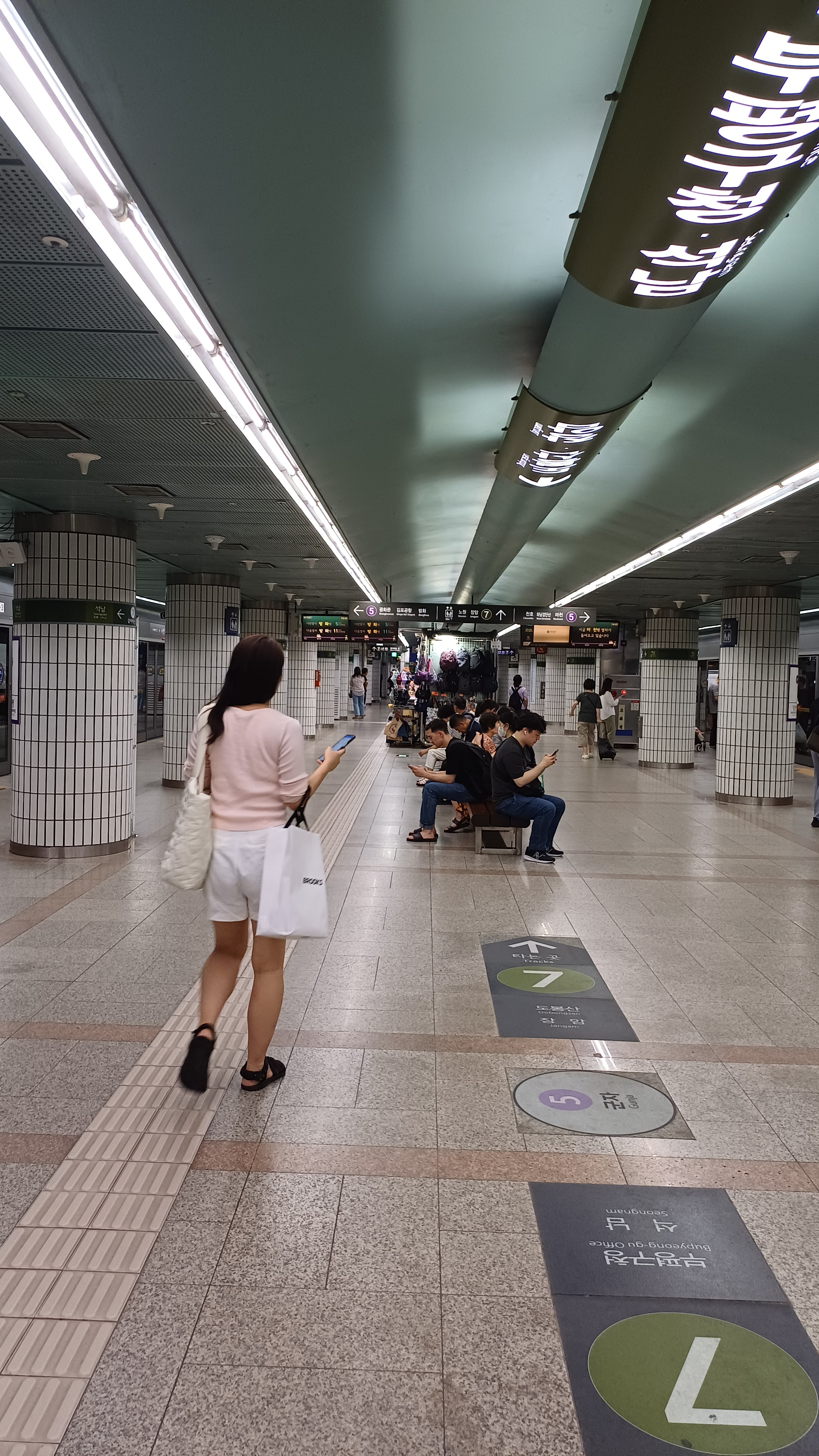
5호선 승강장

## 인접한 역
| 서울 지하철 5호선 본선 | 서울 지하철 5호선 본선 | 서울 지하철 5호선 본선                               |
| ---------------------- | ---------------------- | ---------------------------------------------------- |
| 543 장한평 방화 방면   | ● 수도권 전철 5호선    | 545 아차산(어린이대공원 후문) 하남검단산 · 마천 방면 |
| 서울 지하철 7호선      |                        |                                                      |
| 724 중곡 장암 방면     | ● 서울 지하철 7호선    | 726 어린이대공원(세종대학) 석남(거북시장) 방면       |